# Szwedzka kolonizacja Ameryk
Historia szwedzkiej kolonizacji Ameryk obejmuje losy XVII wiecznych osad położonych nad rzeką Delaware, na terenach będących obecnie częścią stanów Delaware, Maryland, New Jersey i Pensylwanii oraz dzieje posiadłości na Karaibach (wyspy Saint-Barthélemy i Gwadelupa), które pozostawały pod władzą Szwecji od XVIII do XIX wieku.
Do 1809 roku Finlandia była częścią Szwecji, toteż wielu osadników szwedzkich było w rzeczywistości Finami. Większość z nich pochodziła z Sawonii i Kainuu, których mieszkańcy przyzwyczajeni byli do ciężkich warunków naturalnych i bez większych problemów odnajdywali się w Ameryce.
Osadnicy ze Szwecji i Finlandii rozpropagowali konstrukcję wieńcową domów wśród amerykańskich pionierów.

## Ameryka Północna
Kolonia nazwana Nową Szwecją ustanowiona została w 1638 roku na terenach leżących przy rzece Delaware. Na posiadłości szwedzkie w tym regionie składały się osady, które dały początek istniejącym współcześnie miastom takim jak Wilmington, Filadelfia i New Jersey (za czasów szwedzkich obecny stan zwał się Nowym Sztokholmem). Szwedzkie kolonie zostały do 1655 roku opanowane przez Holendrów, którzy uznali, że ich istnienie zagraża interesom Nowym Niderlandom.

## Karaiby
Saint-Barthélemy znajdowało się pod władzą szwedzką w latach 1785–1878 ze statusem wolnego portu. Stolica wyspy, Gustavia, została tak nazwana właśnie przez Szwedów.
Gwadelupa pozostawała pod administracją szwedzką piętnaście miesięcy, od 1813 do 1814 roku. Wyspa, jako posiadłość napoleońskiej Francji, dostała się w ręce szwedzko-brytyjskie w wyniku walk. Na mocy traktatu paryskiego z 1814 Szwedzi zwrócili wyspę Francji.

## Działalność osadnicza na innych terenach
Przybysze ze Szwecji, mimo utraty własnych kolonii, kontynuowali osiedlanie się w Nowym Świecie. Najwięcej imigrantów z tego skandynawskiego kraju przybyło do Stanów Zjednoczonych między drugą połową XIX wieku a początkiem XX stulecia. Szacuje się, iż osiedliło się tu wówczas około 1 300 000 Szwedów. Obecnie pochodzenie szwedzkie deklaruje około 4 390 058 mieszkańców USA.
Szwedzi osiedlali się również w Ameryce Południowej. Zwłaszcza w Brazylii, w czasach gdy rządy sprawował tam cesarz Piotr II, który był bardzo przychylny przybyszom z Europy. Najwięcej Szwedów osiedlało się wówczas w miastach Joinville i Ijui. Pod koniec XIX wieku duży napływ imigrantów ze Szwecji przeżyła argentyńska prowincja Misiones. Kolonizacja Argentyny dała początek społeczności Argentyńczyków pochodzenia szwedzkiego, która obecnie liczy około 175 000 osób.